# Пульхерія
Елія Пульхерія  (лат. Augusta Aelia Pulcheria, 19 січня 399, Константинополь — 18 лютого 453, там само) — імператриця Східної Римської імперії з 28 липня 450 по липень 453 року.

## Життя
Пульхерія була дочкою імператора Аркадія та внучкою імператора Феодозія І. У 408 році помирає імператор Аркадій. Його наступником проголошений семирічний Феодосій II. Тринадцятирічна Пульхерія, сестра Феодосія ІІ переконала брата звільнити з посади Антемія — префекта преторіанської гвардії.
У 414 році Феодосій надає їй титул Авґусти. Вона стає офіційно співімператрицею. До того часу Пульхерія носила лише титул «Nobilissima» і мала лише переваги перед іншими членами імператорської родини. Тепер вона офіційно вела свого молодшого брата Феодосія до 416 року до його офіційної повоносправності. Пізніше у 447 році протиріччя з іншою Авґустою, дружиною імператора Євдокією та міністром Хризафієм привели до того, що вона покидає палац та іде в монастир. Після смерті брата у 450 році вона переймає управління імперією. Це було можливим лише у випадку одруження. Вона одружується із Маркіаном, однак не відмовляється від обіту цнотливості і управляє імперією зі своїм чоловіком до смерті у 453 році.

## Правління
Пульхерія не була самостійною правителькою. Вона завжди була пов'язана чи з братом чи з чоловіком. Проте вона відома своєю великодушністю до бідних, монахів та підтримкою церкви. Під час її правління службовцями в імперії не могли бути язичники, євреї. Вона мала добрі стосунки із Римом. Відомим є запрошення римському папі Леву І взяти участь у Халкедонському соборі у 451 році, одному з найбільших християнських соборів.

## Канонізація
Імператорське подружжя стало за взірець у сплетінні залізної волі та глибокої віри, та вшановується як святе у римо-католицькі церкві та православні церкві. Наприклад погруддя Пульхерії з V століття зберігається у Castello Sforzesco у Мілані, чи відома її картина намальована Гвідо Рені у капелі Паоліна у Базиліці Санта Марія Маджоре в Римі. 
У Православній церкві України день пам'яті святої Авґусти Пульхерії — 10 вересня.